# Lake Eungella
Lake Eungella är en sjö i Australien. Den ligger i delstaten Queensland, omkring 840 kilometer nordväst om delstatshuvudstaden Brisbane. Lake Eungella ligger 565 meter över havet. Arean är 7,2 kvadratkilometer. Den sträcker sig 4,4 kilometer i nord-sydlig riktning, och 3,6 kilometer i öst-västlig riktning.
I omgivningarna runt Lake Eungella växer huvudsakligen savannskog. Trakten runt Lake Eungella är nära nog obefolkad, med mindre än två invånare per kvadratkilometer. Genomsnittlig årsnederbörd är 1 072 millimeter. Den regnigaste månaden är mars, med i genomsnitt 288 mm nederbörd, och den torraste är september, med 11 mm nederbörd.